# 布萊克曼特設鎮區 (密歇根州)
布萊克曼特設鎮區（英語：Blackman Charter Township）是位於美國密歇根州傑克遜縣的一個特設鎮區。

## 地方資料
布萊克曼特設鎮區的面積為82.60平方千米，當中陸地面積為82.10平方千米，而水域面積為0.50平方千米。根據2020年美國人口普查的數據，當地共有人口25642人，而人口密度為每平方千米310.44人。